# Średniowieczny alegoryzm
Średniowieczny alegoryzm – nazwa obejmująca ogół prądów i cech literatury europejskiej V-XV w., a polskiej od początku wieku XII po XV. Alegoria proponowana ze względu na podstawowe znaczenie jako środek wyrazu nie tylko w piśmiennictwie, ale w całej kulturze umysłowej i artystycznej epoki średniowiecze. W związku z nastawieniem teologicznym epoki zabieg ten, polegający na wyrażeniu idei, pojęć abstrakcyjnych za pomocą konkretnego obrazu słownego, dostępnego zmysłom, pozwalał przekładać na język literacki, ożywiać i uprzystępniać prawdy dogmatyczne oraz moralne. Służył celom dydaktycznym, zabarwiając historiografię, kazania i dzieła hagiograficzne. Alegoryzujący komentarz obwarowywał studiowany tekst, np. Pisma Św. ,przed niepożądaną, dosłowną interpretacją. Wykład alegoryczny był niezbędną konkluzją zarówno myślenia naukowego, jak i artystycznego.

## Forma średniowiecznego alegoryzmu
W zakresie formy średniowieczny alegoryzm prowadził do przewagi traktatów i roztrząsań komentatorskich, powodując rozsadzanie granic rodzajowych i gatunkowych. Stylistycznie zaś lubował się w bogactwie ornamentyki i kwiecistości słownej. Od czasu Psychomachii Prudentiusa (V w.) ucieleśnione cnoty i wady zaludniały dialogi, utwory epickie i dramatyczne. Do najpełniej skonkretyzowanych tworów artystycznej fantazji średniowiecznej należą Śmierć i Diabeł; do wielkich motywów alegorycznych, znanych także w literaturze polskiej należą pouczająca wędrówka pod wodzą mistrza przez zaświaty czy krainy baśniowo – historyczne.

## Początki średniowiecznego alegoryzmu w literaturze polskiej
Alegoryzm wkroczył do kultury polskiej wraz z powstaniem u nas piśmiennictwa łacińskiego, którego pierwsze zabytki, dzieła przybyszów obcych, powstawały już z początkiem XI w., ale które faktycznie zapoczątkował kronikarz Gall Anonim. Dzieło o wiek późniejszego kronikarza, Wincentego Kadłubka, przesycone jest najróżniejszymi pomysłami alegorycznymi, które występują w podstawowych gatunkach polskiej literatury średniowiecznej: żywotach świętych, kazaniach świętokrzyskich i gnieźnieńskich czy wreszcie w dziele Rozmowa Mistrza Polikarpa ze Śmiercią.

## Przykłady średniowiecznych alegorii
- biel – dziewictwo
- błękit  – niebo, duchowość
- czerń – niewiara, grzech
- czerwień – miłość, władza
- drabina – droga do nieba
- heban – trwałość, niewzruszoność
- jednorożec – dziewictwo
- las – grzech, pokusy świata
- lew – pycha
- lilia – czystość, niewinność
- lis – chytrość, obłuda
- młot – męczeństwo
- pelikan – ofiara Chrystusa
- żuk – pożądanie, chwała
- pantera – rozwiązłość
- pies – pokusa, zawiść
- róża – miłość
- wilk – chciwość
- włócznia – miłość, ofiara Chrystusa
- zieleń – odrodzenie, nadzieja
- złoty(kolor)-świętość
- żółć – zdrada